# 环唑酮
环唑酮是一种含氮有机化合物，化学式为C12H12N2O2，1960年代由美国氰胺公司作为兴奋剂研发。